# Verfassungskonvent der Vereinigten Staaten

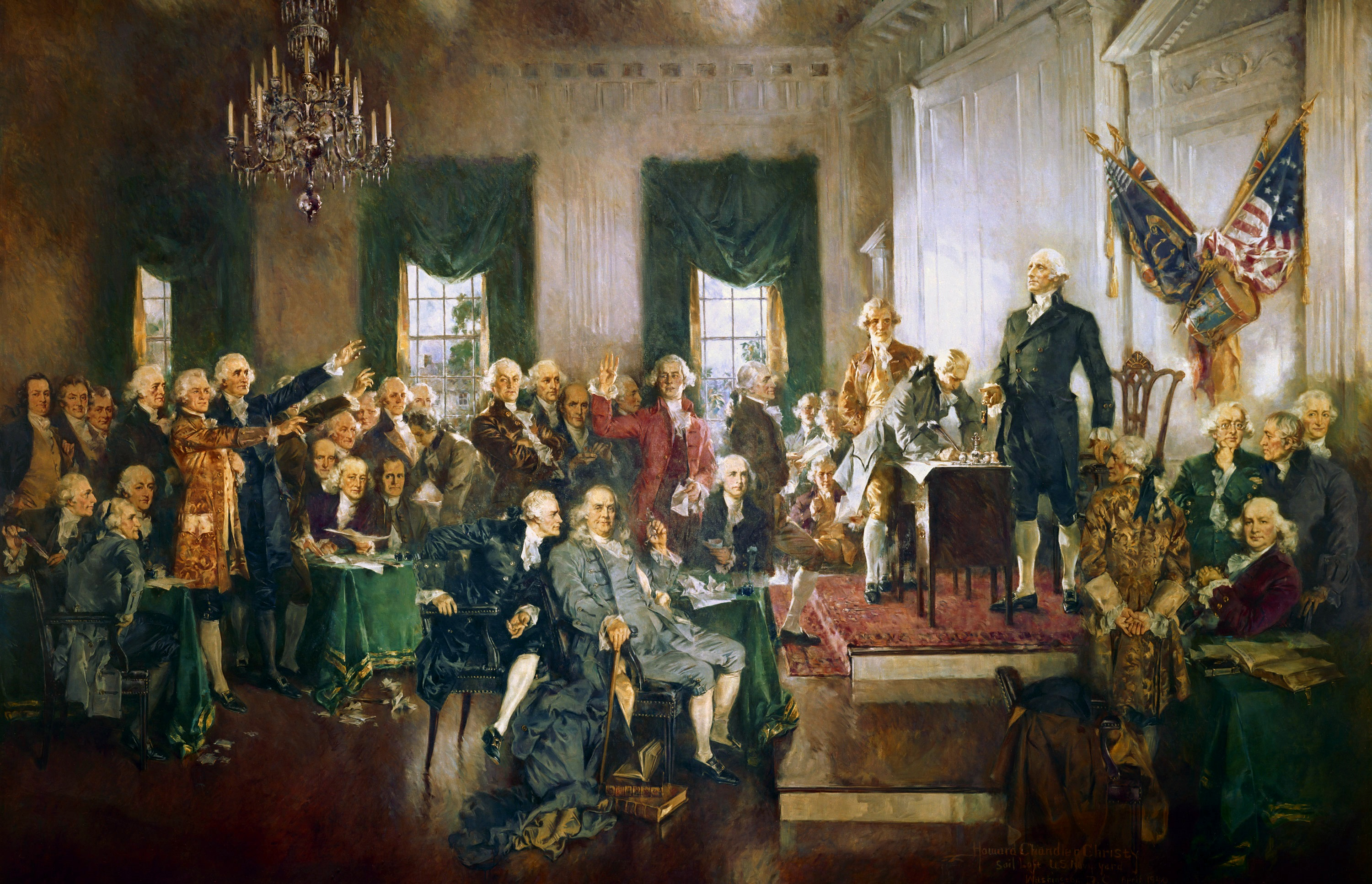
Szene bei der Unterzeichnung der Verfassung der Vereinigten Staaten. Gemälde von Howard Chandler Christy, 1940

Der Verfassungskonvent der Vereinigten Staaten (englisch Constitutional Convention oder Philadelphia Convention) tagte vom 25. Mai bis 17. September 1787 im Pennsylvania State House in Philadelphia und entwarf die Verfassung der Vereinigten Staaten.
Die dreizehn ehemaligen Kolonien, die sich 1776 zu den Vereinigten Staaten zusammengeschlossen und für unabhängig erklärt hatten, bildeten zunächst einen losen Staatenbund. Dessen Regierungssystem mit dem Konföderationskongress als zentralem Organ erwies sich jedoch als wenig effektiv. Der Kongress beauftragte den Verfassungskonvent ursprünglich nur damit, die Konföderationsartikel zu reformieren, auf denen die Regierung der jungen USA bis dahin beruhte. Delegierten wie James Madison aus Virginia oder Alexander Hamilton aus New York war jedoch klar, dass eine völlig neue Verfassung erforderlich sein würde. Zum Vorsitzenden wählte die Versammlung George Washington aus Virginia, den ehemaligen kommandierenden General der Kontinentalarmee im Amerikanischen Unabhängigkeitskrieg (1775–1783), der eine starke Zentralregierung befürwortete.
Es wurden mehrere Verfassungsmodelle vorgeschlagen und diskutiert, darunter James Madisons Virginia-Plan und William Patersons New-Jersey-Plan. Weitgehend einig waren sich die Delegierten von Beginn an, dass die neue Bundesregierung nach den Grundsätzen der Gewaltenteilung aus Legislative, Exekutive und Judikative gestaltet werden sollte. Auch über deren Aufgaben war man sich weitgehend einig. Intensiv und gegensätzlich debattiert wurden dagegen folgende Fragen:
1. Zusammensetzung und Wahlverfahren des Senats als gesetzgebendes Oberhaus im Zweikammersystem des Kongresses;
2. Festlegung der „proportionalen Repräsentation“ auf der Grundlage der Fläche oder der Bevölkerungszahl eines Bundesstaates, Einbeziehung der Sklaven in die Bevölkerungszahl;
3. Ausübung der Exekutivgewalt durch ein Komitee aus drei Personen oder durch eine einzige oberste Führungskraft, den Präsidenten;
4. Wahlverfahren, Amtszeit, Anzahl der Amtszeiten des Präsidenten; mögliche Gründe für ein Amtsenthebungsverfahren;
5. Wahl der Richter durch die Legislative oder Exekutive;
6. Regelung bezüglich geflüchteter Sklaven sowie die Zulässigkeit einer Abschaffung des Sklavenhandels.

Mitte Juli war im Connecticut-Kompromiss soweit Einigkeit erzielt worden, dass am 24. Juli 1787 ein Committee of Detail beauftragt wurde, einen ersten ausformulierten Verfassungsentwurf zu erstellen. Bis dieser vorlag, vertagte sich der Konvent. Ab dem 6. August wurden weitere Detailfragen debattiert, bis Anfang September ein Committee on Style die endgültige Fassung aufsetzen konnte, die auf Pergament festgehalten wurde. Sie wurde am 17. September 1787 vom Konvent verabschiedet und von 39 seiner 55 Delegierten unterschrieben. Bis Ende 1788 ratifizierten die meisten Staaten die neue Verfassung, die am 4. März 1789 in Kraft trat.

## Vorgeschichte

### Schwäche des Konföderationskongresses

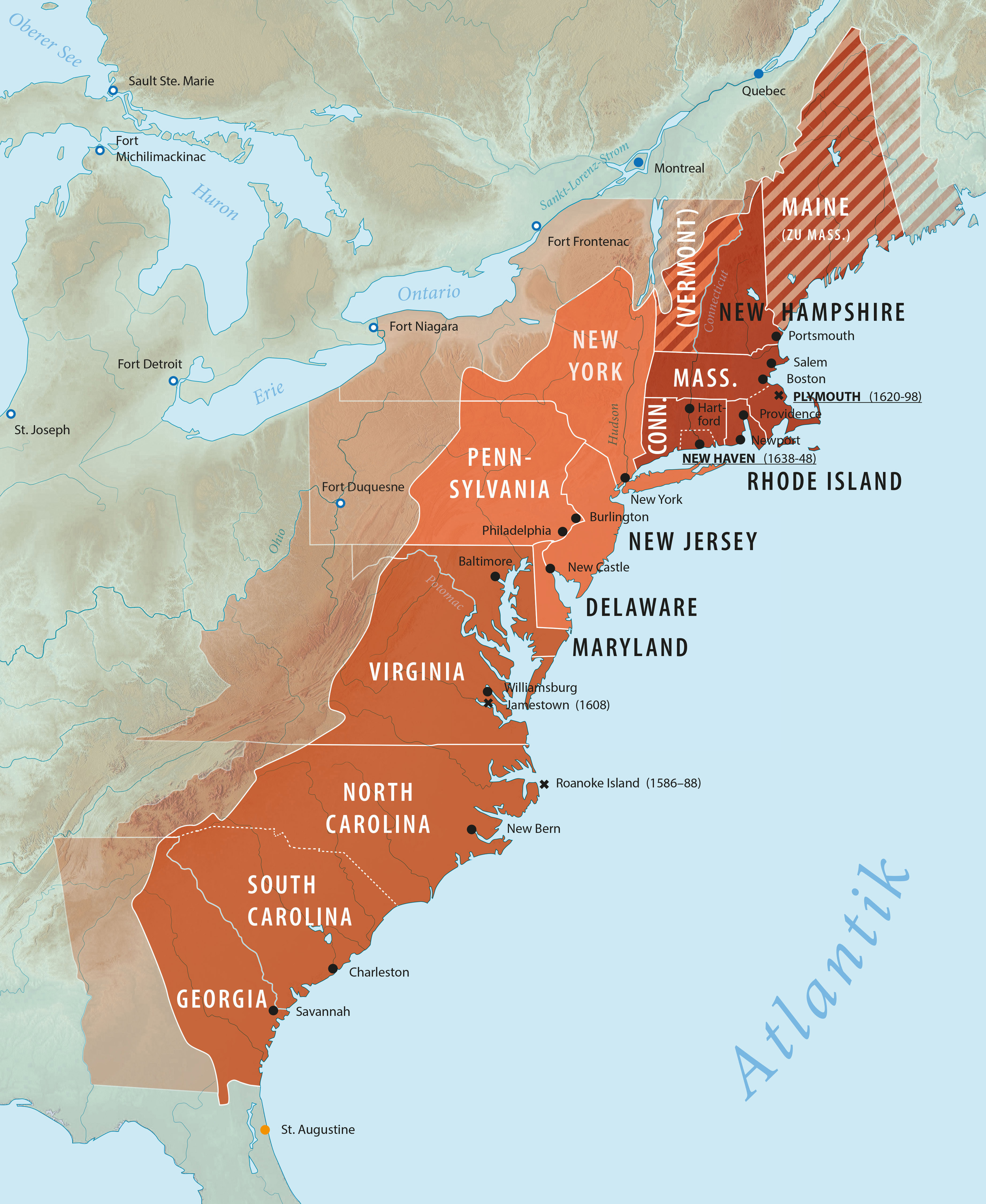
Die dreizehn Gründerstaaten (später hinzukommende Gebiete heller gefärbt)

1787 lebten ca. 4 Millionen Menschen auf dem Gebiet der 13 unabhängigen Staaten. Grundlage der gemeinsamen Regierung waren die vom Zweiten Kontinentalkongress aufgestellten Articles of Confederation and Perpetual Union, die 1776 vorgeschlagen, 1778 im Kontinentalkongress verabschiedet, jedoch erst 1781 von allen Staaten ratifiziert worden waren. Es wurde schnell deutlich, dass der Konföderationskongress unfähig war, die zwischen einzelnen Staaten aufkommenden Konflikte zu schlichten. Gemäß Artikel 13 der Konföderationsartikel konnten diese nur einstimmig verändert werden, was jedem einzelnen Staat ein Vetorecht zugestand. Da der Konföderationskongress selbst keine Steuern erheben durfte und keine Möglichkeit besaß, Zahlungsansprüche gegenüber den Staaten einzufordern, war sein politischer Handlungsspielraum schmal.

### Aufkommende Konflikte zwischen Einzelstaaten
Nachdem im Revolutionskrieg (1775–1783) die Unabhängigkeit gesichert worden war, entwickelten sich die Interessen der einzelnen Staaten in unterschiedliche Richtungen, Streitigkeiten kamen auf: Maryland und Virginia stritten um ihre Grenze am Potomac River. Als Rhode Island Steuern auf den Durchgangsverkehr über die Boston Post Road erhob, schlug James Madison vor, dass die Regierungen der Einzelstaaten Bevollmächtigte für den Binnenhandel ernennen sollten, welche ein einheitliches Handelswesen prüfen sollten. Ein weiterer Anlass zu Reformforderungen war Shays’ Rebellion in Massachusetts, ein von 1786 bis 1787 andauernder, gewaltsam ausgetragener Konflikt um Steuerschulden. In diesem Zusammenhang kam die Forderung nach einer Bundesarmee auf, die den Frieden aufrechterhalten sollte und die Union auch nach außen verteidigen könnte.

### Scheitern der Außen- und Handelspolitik
Als bedeutendstes Motiv für die notwendigen Reformen der Föderation wird das Fiasko der Außenpolitik während der Krisenzeit vor der Verfassung angesehen, das nach Globe (2020) „bei den amerikanischen Eliten ein Gefühl von verletzter Ehre erwachsen ließ“.
Die Declaration of Independence hatte als Ziele der amerikanischen Revolution eine unabhängige republikanische Ordnung in den Einzelstaaten verkündet sowie gleichermaßen friedliche Handelsbeziehungen mit der Außenwelt gemäß den Grundsätzen des Völkerrechts. Ziele und Befugnisse der Zentralregierung waren in den Konföderationsartikeln auch schon entsprechend ausgeführt. Es zeigte sich aber, dass die Institutionen der Konföderation weder über hinreichende politische Autorität im Inneren noch über militärische Stärke nach außen hin verfügten. Darüber hinaus erlaubte es der Zustand der Unionsfinanzen nicht, anderen Ländern gegenüber als kreditwürdiger Schuldner aufzutreten.
Da der Kongress bei seinen Entscheidungen weder Rechte noch Sanktionsmöglichkeiten besaß, war das Bündnis der 13 Staaten in seiner bestehenden Ordnung nicht effizient handlungsfähig. Der Kontinentalkongress durfte keine eigenen Steuern erheben und war finanziell auf die Beiträge der Mitgliedsstaaten angewiesen. Die Zolleinnahmen als wichtigste Einnahmequelle blieben bei den Einzelstaaten, so dass die Union nicht über ausreichende eigene Geldmittel verfügte. Der Kongress konnte die Anleihen nicht bedienen, die zur Finanzierung des Amerikanischen Unabhängigkeitskriegs nötig gewesen waren. Die Union durfte keine eigenen Truppen aufstellen und hätte sie auch nicht unterhalten können. Im Bedarfsfall sollten die Bundesstaaten Geld und Truppen stellen – es blieb ihnen überlassen, ob sie dies auch tun würden. Somit blieb die Union zu schwach aufgestellt, um ihre Interessen gegenüber den großen Kolonialmächten durchzusetzen, die immer noch auf dem nordamerikanischen Kontinent präsent waren: Britisches Militär hielt entgegen den Vereinbarungen des Vertrags von Paris (1783) immer noch Forts an der Westgrenze besetzt; begründet wurde dies mit der militärischen Schwäche der Union. Spanien blockierte ungehindert die für den freien Warenverkehr wichtige Schifffahrt auf dem Mississippi. Hamilton beklagte im Federalist Nr. 22, dass der Präsident des britischen Board of Trade in einer Parlamentsdebatte um die zukünftigen Handelsbeziehungen mit den Vereinigten Staaten geraten habe abzuwarten „ob das amerikanische Regierungssystem zu mehr innerer Geschlossenheit finde oder nicht“.
In den Worten Hamiltons:

“Are we in a condition to resent or to repel the aggression? We have neither troops, nor treasury, nor government. Are we even in a condition to remonstrate with dignity?”

„Befinden wir uns in einem Zustand, in dem wir solche Übergriffe übelnehmen oder zurückweisen können? Wir haben weder Soldaten, noch Finanzmittel, noch eine Regierung. Sind wir denn überhaupt in einem Zustand würdevoll protestieren zu können?“

Aus diesem Zustand der Schwäche heraus erwuchs die Erkenntnis, dass die Verfassung von Grund auf vollständig überarbeit werden müsse, damit eine effiziente Zusammenarbeit der unterschiedlichen politischen Akteure und Instanzen zum Vorteil der gesamten Union möglich werden konnte.

### Annapolis-Konvent
Vom 11. bis 14. September 1786 trafen sich zwölf Delegierte aus fünf US-Staaten in Annapolis (Maryland) zur Annapolis Convention, um Verbesserungen der Konföderationsartikel zu diskutieren. Unter ihnen befanden sich auch James Madison und Alexander Hamilton. Die Abgeordneten hatten den Auftrag, über den Handel zwischen den einzelnen Staaten zu diskutieren. Die Vertreter New Jerseys waren darüber hinaus befugt, weiter reichende Reformen anzusprechen. Man merkte rasch, dass der Handel nicht isoliert betrachtet werden konnte und empfahl im Abschlussbericht an den Konföderationskongress, dass im Mai des folgenden Jahres ein Konvent im Pennsylvania State House zusammentreten solle, bei dem sämtliche Staaten vertreten sein sollten.

## Der Konvent in Philadelphia

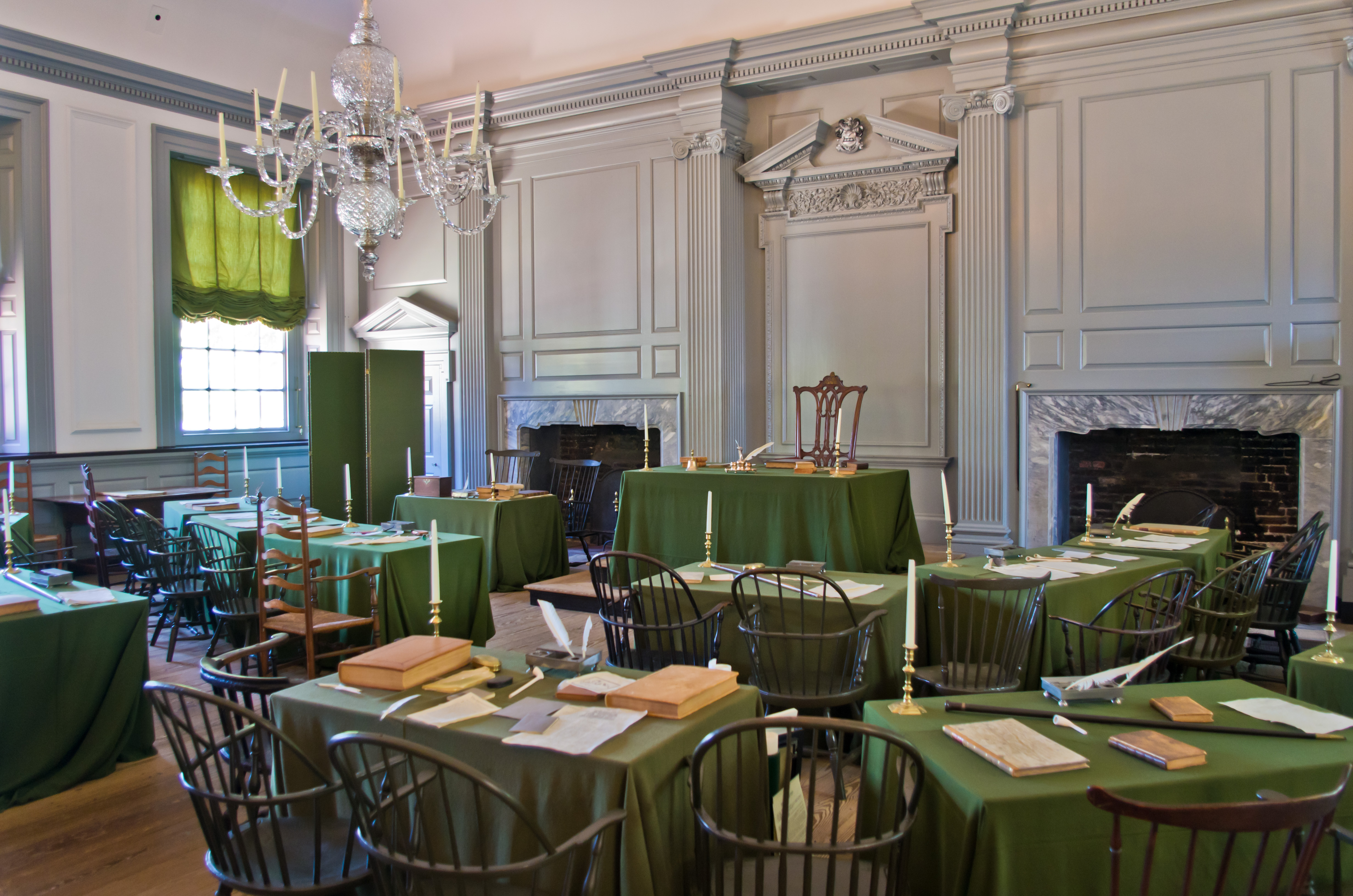
Versammlungsraum in der Independence Hall

Der Konvent konnte nicht wie geplant am 14. Mai beginnen, da aufgrund der schwierigen Reisebedingungen im späten 18. Jahrhundert nur wenige Delegierte pünktlich angekommen waren. Eine beschlussfähige Mehrheit von sieben Staaten kam erst am 25. Mai zustande. Die Abgeordneten aus New Hampshire trafen sogar erst am 23. Juli ein.:103 George Washington wurde einstimmig zum Versammlungspräsidenten gewählt. Man kam überein, die Diskussionen und Abstimmungen bis zum Abschluss des Konvents vertraulich zu behandeln.:11 Der Bericht des Sekretärs, William Jackson, ist kurz und enthält nur wenige Details, so dass Madisons Notes of Debates in the Federal Convention of 1787 und die Aufzeichnungen von Robert Yates die wichtigsten Quellen für den Verlauf des Konvents darstellen.:162–64

### Abstimmungsverfahren im Konvent
Im Konvent durfte jeder Staat eine Stimme für oder gegen einen Vorschlag abgeben, je nach der Stimmenmehrheit unter den Delegierten des Einzelstaates.:83 Es herrschte Kommen und Gehen während des Konvents, typischerweise waren durchschnittlich nur 30 bis 40 Abgeordnete anwesend.:83 Bei Stimmengleichheit oder fehlender Beschlussfähigkeit aufgrund von Abwesenheit konnte ein Einzelstaat nicht an der Abstimmung teilnehmen. So hatten beispielsweise von den drei Delegierten des Staates New York zwei, Robert Yates und John Lansing, den Konvent schon im Juli wieder verlassen: Der Konvent überschreite mit dem Verfassungsentwurf, vor allem mit der Idee einer starken Zentralregierung, den Auftrag des Kontinentalkongresses, und verletze daher die Rechte der Einzelstaaten. Hamilton nahm weiter an den Sitzungen teil und meldete sich auch gelegentlich zu Wort, konnte aber nicht mehr für den Staat New York abstimmen.:83

### Gewaltenteilung und Zweikammersystem

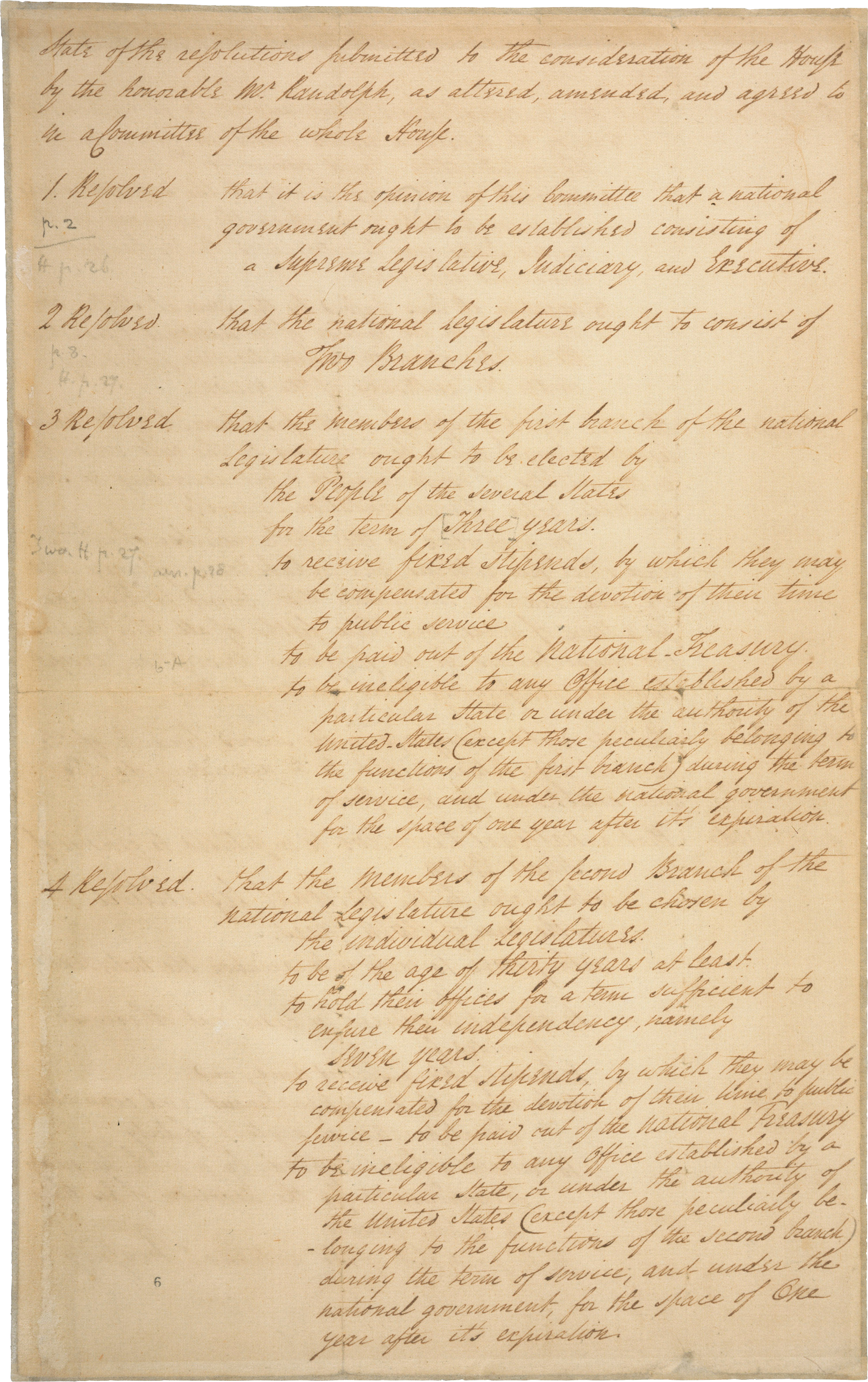
Titelblatt des Virginia-Plans

James Madison nutzte die Wartezeit, bis der Konvent beschlussfähig war, um einen Verfassungsentwurf auszuarbeiten. Das als Virginia-Plan bekannt gewordene Dokument sah eine starke Nationalregierung vor. Es gelang Madison, die Abgeordneten aus Pennsylvania für seinen Plan zu gewinnen, so dass dieser den Ausgangspunkt der Debatte bildete.:47
Der Konvent war sich von Anfang an über bestimmte Grundsätze einig: Man wollte über den ursprünglichen Auftrag hinausgehen und eine neue Verfassung entwerfen, anstatt nur die Konföderationsartikel auszubessern. Die Abgeordneten begründeten dieses Vorgehen mit dem Argument, dass die Konföderationsartikel eher den Charakter eines Vertrags zwischen unabhängigen Staaten hatten als den einer Verfassung.:64 Einig war man sich auch darin, dass der neuen Regierung über die bisherigen Vollmachten des Konföderationskongresses weitere zusätzliche Rechte gegenüber den Einzelstaaten zugestanden werden sollten.:64
Madisons Plan nahm einige Voraussetzungen als gegeben an, die auch während des Konvents nicht mehr in Frage gestellt wurden: Hierzu zählen die Gewaltenteilung und die Teilung des Kongresses in zwei Kammern.:67 Die englische Rechtstradition trennt im Regierungssystem die Gesetzgebung von der Ausübung des Rechts durch den König und seinen Hof. Daher konnte die Abgrenzung der Legislative von Exekutive und Judikative als gegeben vorausgesetzt werden. Die fehlende Gewaltenteilung wurde in den 1780er Jahren als wesentlicher Grund für die Lähmung der Konföderationsregierung erkannt.:82
Nach englischem Recht handeln Richter im Auftrag der Krone. Madison war der Ansicht, dass eine der Ursachen für das in den amerikanischen Staaten herrschende Klientelwesen und die Korruption die zu große Nähe der Exekutivbeamten zu den Richtern sei. Für die Abtrennung der Judikative als „drittem Arm“ gab es bis dahin noch keinen Präzedenzfall. Über die Art und Weise, wie die Richter in ihr Amt eingesetzt werden sollten, wurde besonders heftig gestritten. Madison sah das Richteramt nicht als völlig unabhängig an, sondern wollte die Richter von der Legislative ernennen lassen; andere sahen dieses Recht bei der Exekutive bzw. beim Präsidenten. Man einigte sich schließlich auf den Kompromiss, dass der Präsident die Richter ernennen und der Senat sie bestätigen sollte.:84
Die Teilung der Legislative in Ober- und Unterhaus stand ebenfalls nicht mehr zur Diskussion, da man das Zweikammersystem schon vom britischen Parlament her kannte und auch die meisten Parlamente der Einzelstaaten schon so organisiert waren. Der Konföderationskongress sowie die Einkammer-Legislative Pennsylvanias hatten die Nachteile dieser Organisation bei rasch wechselnden Mehrheitsverhältnissen deutlich gemacht. Yates und Madison berichten beide, dass der Konvent ein Oberhaus als notwendig ansah, um die Interessen der Besitzenden, der wohlhabenden Kaufleute und Grundbesitzer, gegen die Mehrheit der Bevölkerung zu wahren.:85

„In England, at this day, if elections were open to all classes of people, the property of landed proprietors would be insecure. An agrarian law would soon take place. If these observations be just, our government ought to secure the permanent interests of the country against innovation. Landholders ought to have a share in the government, to support these invaluable interests, and to balance and check the other. They ought to be so constituted as to protect the minority of the opulent against the majority. The Senate, therefore, ought to be this body; and to answer these purposes, they ought to have permanency and stability.“

„Wenn heutzutage in England die Wahlen allen Klassen offen stünden, wäre das Eigentum der Landbesitzer nicht mehr sicher. Es würde bald ein Agrargesetz geben. Falls diese Beobachtungen richtig sind, sollte unsere Regierung die dauerhaften Interessen des Landes vor Neuerungen bewahren. Grundeigentümer sollten Anteil an der Regierung haben, um diese unschätzbar wertvollen Interessen zu schützen und gegenüber den anderen auszubalancieren und einzuhegen. Sie sollten so aufgestellt sein, dass die Interessen der wohlhabenden Minderheit vor der Mehrheit geschützt sind. Diese Körperschaft sollte daher der Senat bilden; und um diesem Zweck gerecht zu werden, sollten sie dauerhaft und stabil sein.“

„All communities divide themselves into the few and the many. The first are the rich and well born, the other the mass of the people. The voice of the people has been said to be the voice of God; and however generally this maxim has been quoted and believed, it is not true in fact. The people are turbulent and changing; they seldom judge or determine right. Give therefore to the first class a distinct, permanent share in the government. They will check the unsteadiness of the second, and as they cannot receive any advantage by a change, they therefore will ever maintain good government. Can a democratic assembly, who annually revolve in the mass of the people, be supposed steadily to pursue the public good? Nothing but a permanent body can check the imprudence of democracy. Their turbulent and uncontroling disposition requires checks.“

„Alle Gemeinschaften sind in die Wenigen und die Vielen geteilt. Erstere sind reich und aus gutem Haus, die anderen bilden die Masse des Volks. Es ist gesagt worden, die Stimme des Volks sei die Stimme Gottes; und egal wie breit diese Maxime allgemein zitiert und geglaubt wird, ist sie tatsächlich doch falsch. Das Volk ist unruhig und wechselhaft; selten urteilen oder bestimmen sie richtig. Deshalb gebt der oberen Klasse einen eigenen, dauerhaften Anteil an der Regierung. Sie werden die Unbeständigkeit der zweiten im Zaum halten, und da sie von einem Wechsel keinen Vorteil haben würden, werden sie auf immer für eine gute Regierung sorgen. Kann eine [direkte] demokratische Versammlung der Volksmassen in jährlichem Wechsel stetig das Gemeinwohl im Blick haben? Nichts anderes als eine dauerhafte Körperschaft kann die Unbedachtsamkeit der [direkten] Demokratie zügeln. Ihr stürmisches und ungezügeltes Wesen muss in Schach gehalten werden.“

Einige Teile des Virginia-Plans fanden keine Zustimmung: Der Plan hatte vorgesehen, dass ein Ausschuss aus Exekutivgewalt und Richtern Gesetze der Einzelstaaten für nichtig erklären könne. Stattdessen einigte man sich darauf, dass der Exekutivgewalt alleine ein Vetorecht zukommen solle. Dieses Vorgehen konnte gleichzeitig die Exekutive vor möglichen Übergriffen der gesetzgebenden Gewalt schützen.:141

### Wahlverfahren und Sitzzuteilung im Kongress
Lange war die Frage nach dem Sitzzuteilungsverfahren (apportionment) im zukünftigen Kongress umstritten: Die meisten Delegierten waren für eine Gewichtung nach Bevölkerungszahl und Besitzverhältnissen.:117 Da es sich als unmöglich erwiesen hatte, die Besitzverhältnisse rechnerisch zu Gewichten, beließ der Verfassungsentwurf es bei der Bevölkerungszahl. Die Sklaven haltenden Südstaaten hatten ein Interesse daran, dass die versklavte Bevölkerung in die Berechnung der Einwohnerzahl eingehen sollte. Dem stand ihr rechtlicher Status entgegen. In der Drei-Fünftel-Klausel einigte man sich schließlich darauf, dass in der Volkszählung, die dem Sitzzuteilungsverfahren und der Besteuerung zugrunde liegen sollte, die versklavte Bevölkerung zu drei Fünftel ihrer Zahl mitberücksichtigen werden solle. 1783 war eine solche Klausel im Rahmen eines nationalen Steuersystems im Konföderationskongress noch gescheitert. Nun stimmten mehrere Einzelstaaten, darunter auch die kleineren Sklavenhalterstaaten South Carolina und Georgia, der Klausel zu und die Koalition der Befürworter des Virginia-Plans wurde größer.:119
Während die direkte Wahl der Abgeordneten des Repräsentantenhauses wenig umstritten war, wurde der Wahlmodus für den Senat gegensätzlich diskutiert. Madisons Idee einer Wahl durch das Repräsentantenhaus fand wenig Unterstützung. James Wilsons Vorschlag der Direktwahl wurde mit 10 : 1 Stimmen abgelehnt. Alexander Hamilton schlug vor, die Senatoren auf Lebenszeit zu ernennen, da die Alternativvorschläge einer vier- oder siebenjährigen Amtszeit seiner Meinung nach nicht ausreichten, um die „Unzulänglichkeiten der [direkten] Demokratie auszugleichen“. Von Hamilton stammt auch der Vorschlag, die Senatoren von einem Wahlmännerkollegium (Electoral College) wählen zu lassen.
Im Hinblick auf die Direktwahl der Delegierten stellte die neue Verfassung einen radikalen Bruch mit dem alten politischen System dar: Bisher hatten die Parlamente der Einzelstaaten die Delegierten für den Konföderationskongress nominiert. Um die Veränderungen etwas abzumildern, behielt der Kongress die Nominierung der Senatoren durch die Legislative der Einzelstaaten bei.:122 Schwieriger zu lösen war das Verfahren der Sitzzuteilung. Die Delegation aus Connecticut schlug als Kompromiss vor, die Zahl der Repräsentanten jedes Einzelstaates im Unterhaus proportional zur relativen Größe der Bevölkerungszahl festzulegen, während jeder Staat unabhängig von seiner Größe die gleiche Anzahl von Repräsentanten im Oberhaus erhalten solle. Die größeren Staaten befürchteten, dass mit dieser Sitzzuteilung ihr Einfluss in der Legislative geschmälert würde, und stimmten zunächst gegen diesen Plan, so dass die Entscheidung vorläufig vertagt werden musste.
Uneinigkeit bestand anfänglich auch darin, ob die Exekutive durch eine Einzelperson oder eine Gruppe von drei Repräsentanten aus unterschiedlichen Staaten vertreten werden solle. Beispielsweise sprach sich George Mason dagegen aus, einer Einzelperson so viel Macht zu verleihen, weil er die Entstehung einer Monarchie befürchtete. Die möglichen Nachteile einer Aufteilung der Exekutivgewalt unter mehreren Personen bewogen eine Mehrheit schließlich dazu, für eine Einzelperson zu stimmen.:134
Der Vorschlag, dass die Exekutive von der Legislative gewählt werden sollte, fand keine Mehrheit. Bedenken kamen zum Tragen, dass aufgrund der im 18. Jahrhundert sehr langsam ablaufenden Verbreitung von Informationen und der Tendenz der Bevölkerung, ihnen bekannte Kandidaten aus der Region zu wählen.:136 Dies blieb eine der letzten noch offenen Fragen in der Debatte des Verfassungskonvents. Gelöst wurde das Problem schließlich durch die Einführung des Wahlmännerkollegiums. Da noch kein modernes Parteiensystem existierte, waren Bedenken verbreitet, dass es keinem Kandidaten gelingen könnte, sich eine Mehrheit im Wahlkollegium zu sichern. Für diesen Fall wurde vorgeschlagen, dass das Parlament dann den Präsidenten wählen sollte, weil das Parlament den Willen des Volks am besten abbilde. Dem widersprachen die Delegierten der kleineren Staaten, die sich in der Wahl nicht ausreichend vertreten sahen. Im Kompromiss einigte man sich darauf, dass bei fehlender Mehrheit im Wahlmänner-Kollegium der Präsident vom Parlament gewählt werden sollte, wobei die Abgeordneten der einzelnen Staaten im Block abstimmen würden, nicht einzeln.:136
Im Juni 1787 einigten sich die Delegierten, die schwierige Frage der Sitzzuteilung im Kongress in einem eigenen Komitee zu diskutieren. Dieses bestand aus je einem Delegierten der elf zu diesem Zeitpunkt im Konvent vertretenen Staaten: Elbridge Gerry, Oliver Ellsworth, Robert Yates, William Paterson, Gunning Bedford, Jr., George Mason, William Richardson Davie, John Rutledge, Abraham Baldwin, und Benjamin Franklin bildeten das später als „Grand Committee“ bekannte Komitee. Dessen Vorschlag, den Connecticut Compromise durch eine Regel, die Origination Clause, zu ergänzen. Demnach sollten die Staatseinkünfte betreffende Gesetzentwürfe im Unterhaus bleiben und nicht vom Oberhaus verändert werden dürfen.:199 Mit knapper Mehrheit wurde dieser Kompromiss am 16. Juli angenommen. Am 23. Juli wurde der Kompromiss ein letztes Mal verändert: Die Befürworter einer starken Zentralregierung erreichten, dass die Abgeordneten im Senat individuell abstimmen durften und nicht, wie in den Konföderationsartikeln vorgesehen, en bloc als Staat. In seiner endgültigen Form stellte der Verfassungsentwurf eine Mischung aus Madisons ursprünglichem „nationalen“ und dem bundesstaatlichen Konzept anderer Delegierter dar.:199

### Erster Vorschlag des Grand Committee
Vom 26. Juli bis 6. August vertagte sich der Konvent, um den Bericht des Committee of Detail abzuwarten, der den ersten Verfassungsentwurf erstellte. John Rutledge leitete das Komitee, dem außerdem noch Edmund Randolph, Oliver Ellsworth, James Wilson und Nathaniel Gorham angehörten. Es gibt keine Sitzungsprotokolle, aber eine Übersicht Randolphs mit Anmerkungen von Rutledge sowie detaillierte Notizen und einen zweiten Entwurf von Wilson, ebenfalls mit Anmerkungen Rutledges und schließlich den Abschlussbericht des Komitees an den Konvent. Demnach hatte sich Randolph zwei Ziele gesetzt: Die Verfassung sollte nur die wichtigsten Grundsätze umfassen, nicht kleine Details, die sich im Lauf der Zeit ohnehin ändern würden. Außerdem wollte er eine einfache und genaue Sprache verwenden.:270
Der Abschlussbericht des Grand Committee stellt den ersten detailliert ausgearbeiteten Verfassungsentwurf dar, da Madisons Virginia-Plan nur allgemeine Ziele und eine grobe Struktur umrissen hatte. Nachdem es seinen Bericht herausgegeben hatte, tagte das Komitee in unregelmäßigen Abständen noch bis Anfang September weiter.

### Weitere Änderungen und Schlußdebatte
Eine bedeutsame Abänderung des Grand-Committee-Entwurfs fand noch in der Schlussdebatte Eingang in den endgültigen Text des Verfassungsentwurfs. Delegierte aus den Nord- und Südstaaten einigten sich darauf, dem Kongress die Befugnis zu verleihen, ab dem Jahr 1808 den Atlantischen Sklavenhandel abzuschaffen. Darüber hinaus wurden die Regelungen der Fugitive Slave Clause verschärft, die vorschrieb, dass geflohene Sklaven ihren „Eigentümern“ auf deren Verlangen wieder auszuliefern seien. Im Gegenzug einigte man sich darauf, das Erfordernis einer Zweidrittelmehrheit für Außenhandelsgesetze im Kongress fallenzulassen.:196
Nachdem der Konvent den ersten Entwurf des Committee of Detail bearbeitet hatte, verblieben noch weitere offene Detailfragen, die verschiedenen Komitees zur Bearbeitung übergeben wurden. Verhandelt wurden Detailfragen zum Habeas-Corpus-Instrument, zur Pressefreiheit und zu einem Exekutivrat zur Beratung des Präsidenten. Zwei weitere Komitees beschäftigten sich mit Detailfragen des Sklavenhandels und der Verteilung der Kriegsschulden. Ein Committee on Postponed Parts bekam die Aufgabe, die bislang vertagten Probleme zu lösen. In dieses Komitee wurden eher kompromissbereite Delegierte wie Madison berufen, um die Arbeit zügig abzuschließen.:207 Man bearbeitete Fragen der Besteuerung, Kriegsführung, Patente und Urheberrecht, sowie die Beziehungen zur eingeborenen Bevölkerung. Die bedeutsamste Übereinkunft betraf das Präsidentenamt: Unter Madisons Leitung einigte sich das Komitee auf Wilsons Vorschlag, den Präsidenten durch ein Wahlmännerkollegium wählen zu lassen, und nicht, wie bislang vorgesehen, durch den Kongress. Es fand eine Regelung, wie der Präsident zu ernennen sei, falls keiner der Kandidaten eine Mehrheit der Wahlmänner hinter sich bringen könnte.:209 Das Komitee verkürzte die Amtszeit des Präsidenten – die während der gesamten Dauer des Konvents umstritten gewesen war – von sieben auf vier Jahre, erlaubte seine Wiederwahl und übertrug die Verantwortung für ein Amtsenthebungsverfahren von den Gerichten an den Senat. Außerdem wurde das Amt des Vizepräsidenten geschaffen, der Nachfolger des Präsidenten sein würde, falls dieser seine Amtsperiode nicht erfüllen könnte, dem Senat vorzusitzen, und bei Stimmengleichheit im Senat die entscheidende Stimme abzugeben hatte. Wesentliche Befugnisse wurden vom Senat auf den Präsidenten übertragen, beispielsweise das Recht, internationale Verträge abzuschließen und Botschafter zu ernennen.:212
Einige Änderungen wurden erst ganz zum Schluss eingeführt: Mason gelang es, „Schwerverbrechen und Übertretungen“ in die Bestimmungen zum Impeachment einzubringen. Gerry überzeugte den Konvent zudem, eine zweite Methode zur Ratifizierung von Verfassungsergänzungen (Amendments) zuzulassen: Ursprünglich war nur vorgesehen, dass zwei Drittel der Staaten den Kongress auffordern mussten, einen Konvent zur Verhandlung der Änderungsvorschläge einzuberufen. Auf Betreiben Gerrys griff der Konvent zusätzlich das ursprünglich im Virginia-Plan formulierte Verfahren wieder auf, nach dem der Kongress Amendments vorschlagen solle, die von den Staaten ratifiziert werden müssten.:238 Mit Ausnahme des 21. Amendments sind bisher alle Zusatzartikel zur Verfassung der Vereinigten Staaten auf letzterem Weg zustande gekommen.
Bevor der Verfassungsentwurf dem Committee on Style zur Ausformulierung übergeben wurde, forderten Mason und Gerry noch die Aufnahme einer Bill of Rights in die Verfassung.:241 Dieser Vorschlag fand jedoch keine Mehrheit. Das Fehlen einer Bill of Rights sollte in der Diskussion um die Ratifizierung der Verfassung eines der Hauptargumente ihrer Gegner, der Verfasser der Anti-Federalist Papers, werden. Die Mehrheit der Delegierten des Philadelphia-Konvents waren der Meinung, dass die Bundesstaaten schon ausreichend für den Schutz der Rechte des Individuums gesorgt hätten und die Verfassung der Zentralregierung nicht erlaubte, individuelle Rechte zu verkürzen. Zu guter Letzt wurde noch beschlossen, dass der Senat vom Repräsentantenhaus vorgeschlagene Finanzgesetze verändern durfte.:243

### Entwurf und Verabschiedung

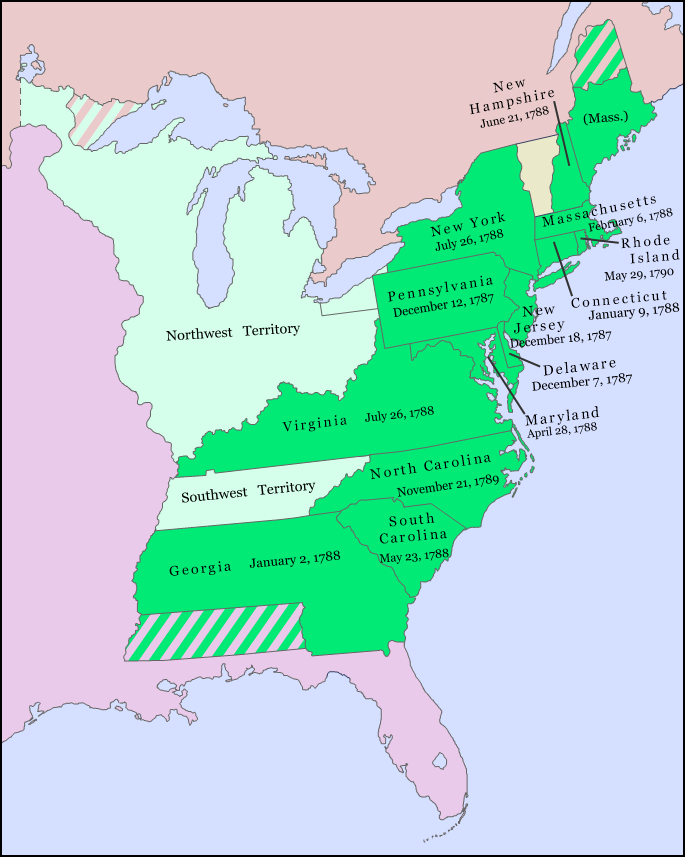
Ratifizierung der US-Verfassung in den 13 Staaten

Zum Abschluss der Verhandlungen im Konvent wurde ein Committee of Style and Arrangement ernannt, um die endgültige Fassung des Textes zu erstellen. In diesem Komitee befanden sich mit William Samuel Johnson (Connecticut), Alexander Hamilton (New York), Gouverneur Morris (Pennsylvania), James Madison (Virginia) und Rufus King (Massachusetts) nur Vertreter der größeren Staaten.:229–30 Am Mittwoch, dem 12. September wurde der Bericht des Committee of Style der besseren Lesbarkeit wegen gedruckt. Der Konvent hatte dann drei Tage Zeit, die gedruckte Fassung mit den Sitzungsprotokollen des Konvents abzugleichen. Am 17. September wurde die endgültige Fassung zur Unterschrift vorgelegt. Eine letzte Änderung wurde von Rufus King eingeführt: Dieser wollte verhindern, dass die Bundesstaaten bei Verträgen der Bundesregierung intervenieren konnten. Obwohl diese Änderung nicht mehr im Konvent diskutiert wurde, fand Kings Formulierung Eingang in den Verfassungstext und bildet dort die Contract Clause.:243
Gouverneur Morris wird als Autor bedeutender Abschnitte des endgültigen Verfassungsentwurfs angesehen, vor allem der Präambel. Bei der Verabschiedung hatten schon dreizehn Delegierte die Versammlung verlassen. Von den verbliebenen verweigerten drei ihre Unterschrift: Edmund Randolph (Virginia), George Mason (Virginia) und Elbridge Gerry (Massachusetts). George Mason verlangte weiterhin die Aufnahme einer Bill of Rights in die Verfassung. Kurz vor der Verabschiedung des Verfassungsentwurfs erreichte Gorham – maßgeblich unterstützt von George Washington – noch, dass die Bevölkerungszahl in den Distrikten zur Kongresswahl von 40.000 auf 30.000 herabgesetzt wurde.:112 Schlussendlich unterzeichneten 39 der ursprünglich 55 Abgeordneten den Entwurf. Als erster unterzeichnete Washington das Dokument, nach ihm traten die Delegierten nach Staaten von Nord nach Süd geordnet zur Unterschrift vor.
Gemäß ihrem eigenen Artikel VII wurde der Verfassungsentwurf anschließend den Bundesstaaten zur Ratifizierung zugeleitet.

## Die Debatte im Einzelnen
Während des Konvents wurden mehrere Verfassungsentwürfe diskutiert. Wichtigste Diskussionsgrundlage war der von Madison erstellte Virginia-Plan. Weitere Entwürfe waren ein von Charles Pinckney eingebrachter Vorschlag, sowie im Verlauf des Konvents der New-Jersey-Plan, der sich wieder stärker den Konföderationsartikeln näherte.:230 Alexander Hamilton brachte einen eigenen Vorschlag ein, der den Delegierten wegen der darin vorgeschlagenen lebenslangen Amtszeit des Präsidenten zu nahe an einer Monarchie lag.:137 Es herrscht Unsicherheit unter Historikern, ob Hamiltons Vorschlag ernst gemeint war oder eher taktisch Madisons ausgewogenerem Virginia-Plan zum Durchbruch verhelfen sollte.:137 Delegierte aus Connecticut schlugen den Connecticut-Kompromiss vor, welcher – nach einigen Anpassungen durch Benjamin Franklin zugunsten der größeren Staaten – entscheidend war, dass der Verfassungsentwurf zustande kommen konnte.:199

### Virginia-Plan

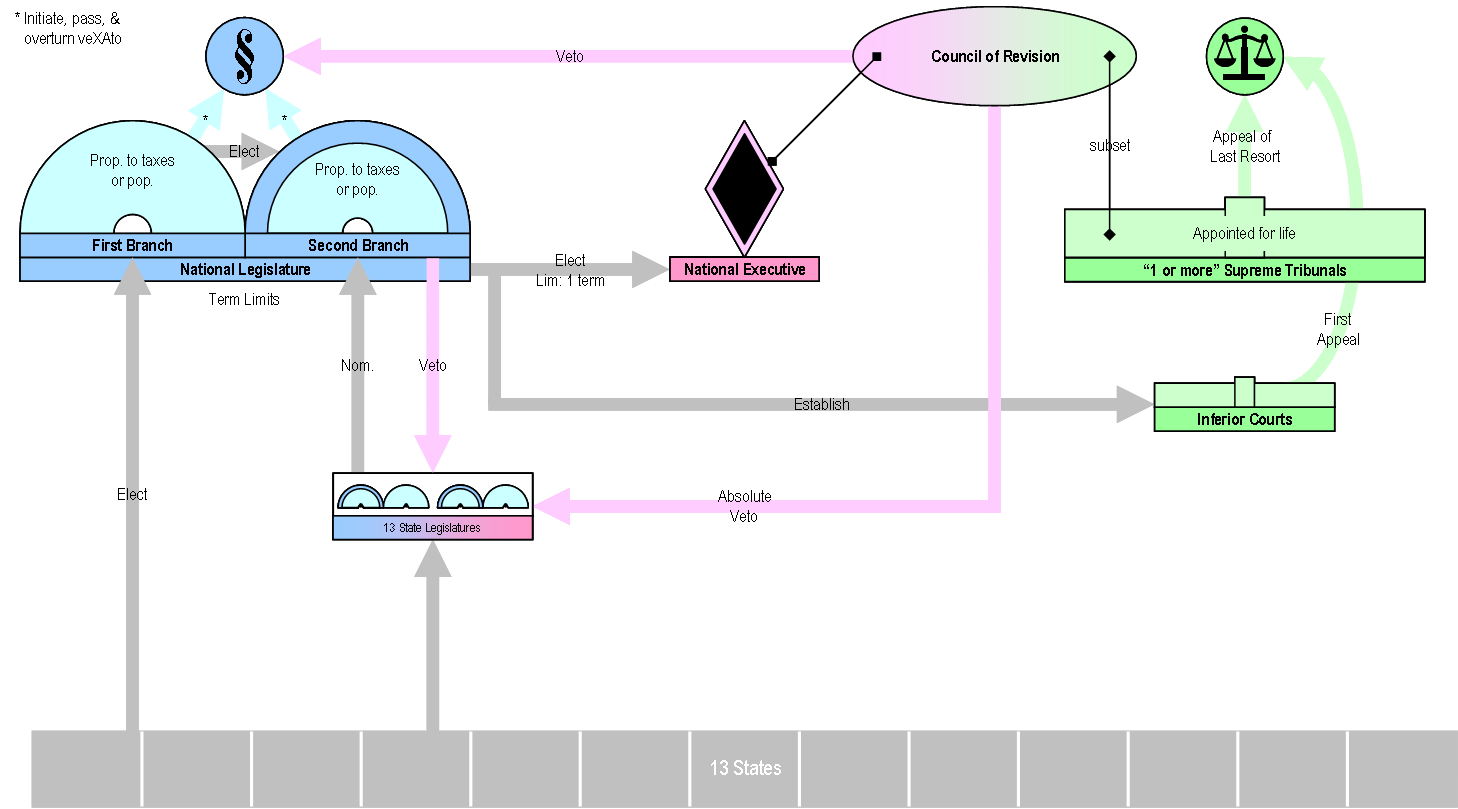
Virginia-Plan

Vor Beginn des Konvents trafen sich die Abgeordneten aus Virginia und erarbeiteten unter Madisons Leitung einen Verfassungsentwurf, der als Virginia-Plan oder Plan der großen Staaten bekannt wurde.  Aus diesem Grund wird Madison auch der „Vater der Verfassung“ genannt. Am 29. Mai 1787 stellte der Gouverneur von Virginia, Edmund Randolph, den Entwurf vor, der eine sehr mächtige Zweikammer-Legislative vorsah. Beide Kammern würden proportional besetzt werden. Das Unterhaus sollte von der Bevölkerung direkt gewählt werden, das Oberhaus wiederum vom Unterhaus. Einzige Aufgabe der Exekutive sollte sein, die Vorgaben der Legislative auszuführen und sollte deshalb auch von der Legislative ernannt werden. Der Virginia-Plan sah auch eine Judikative vor. Exekutive und Teile der Judikative sollten ein Vetorecht innehaben, das aber überstimmt werden konnte.

### New-Jersey-Plan

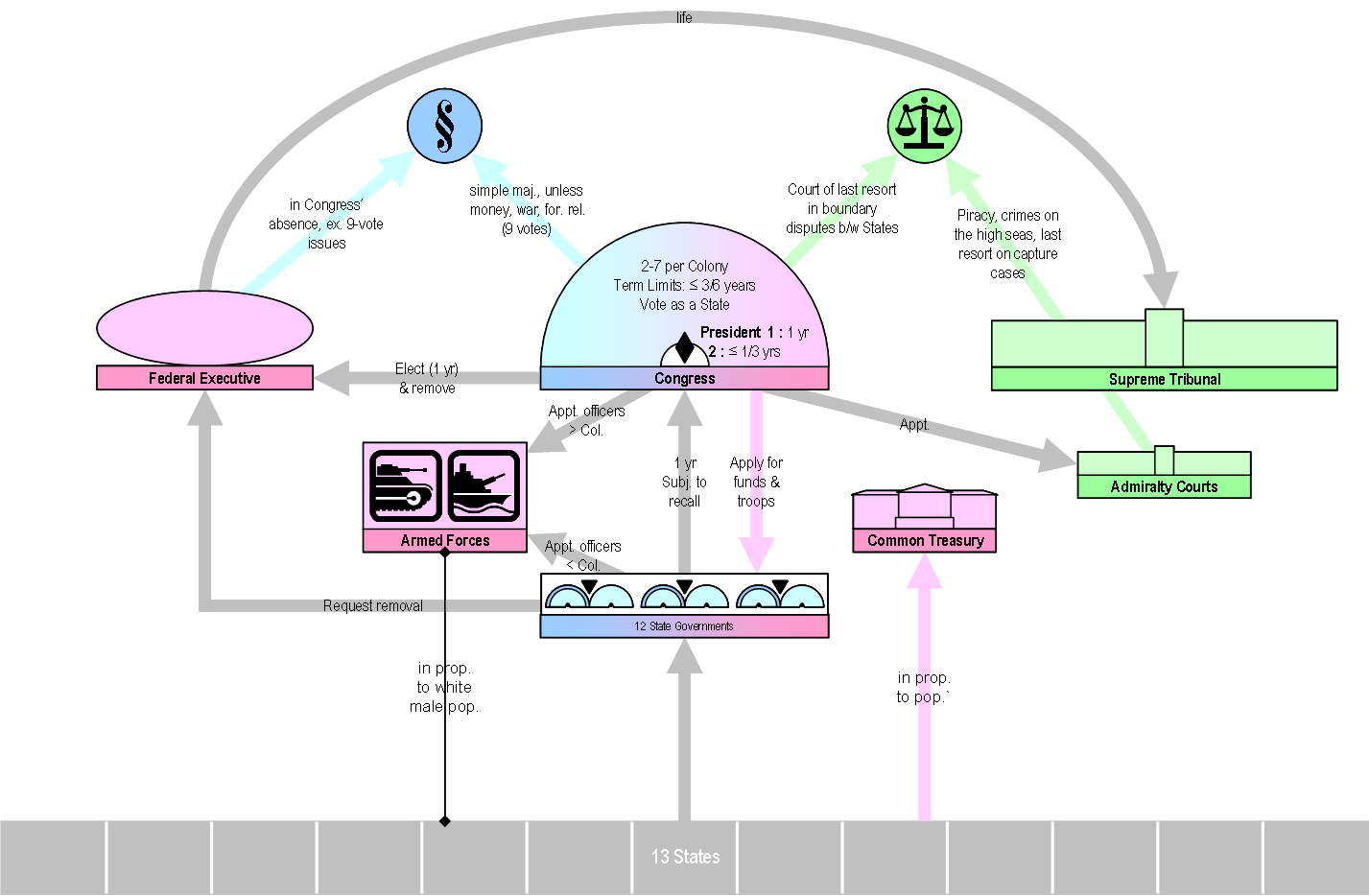
New-Jersey-Plan

Nachdem der Virginia-Plan in die Debatte eingebracht worden war, beantragte der Abgeordnete für New Jersey, William Paterson eine Vertagung der Sitzung, um ausreichend Zeit zu haben, den Plan zu verstehen. Gemäß den Konföderationsartikeln waren alle Staaten im Kongress mit gleicher Delegiertenzahl vertreten und besaß jeweils nur eine Stimme. Indem die Sitzzuteilung in beiden Kammern der Legislative nach dem Virginia-Plan proportional zur Bevölkerungszahl erfolgen sollte, sahen die kleineren Staaten sich benachteiligt. Daher erstellten Vertreter der kleinen Staaten am 14. und 15. Juni den New-Jersey-Plan oder den Plan der kleinen Staaten.
Am 15. Juni stellte Paterson den New-Jersey-Plan im Konvent vor. Letztlich ein Gegenentwurf zum Virginia-Plan, orientierte er sich deutlich näher am ursprünglichen Auftrag des Konvents, nämlich die Konföderationsartikel so abzuändern, dass bestehende Probleme gelöst würden. Gemäß dem New-Jersey-Plan sollte der Kontinentalkongress bestehen bleiben, aber neue Befugnisse erhalten, wie beispielsweise das Recht, Steuern zu erheben und einzutreiben. Eine Exekutive sollte entstehen, die vom Kongress gewählt werden und aus mehreren Personen bestehen sollte. Die Mitglieder der Exekutive sollten nur eine Wahlperiode lang dienen können und konnten jederzeit vom Gouverneur ihres Staates abberufen werden. Dagegen sollten die von der Exekutive ernannten Mitglieder der Judikative eine lebenslange Amtszeit innehaben. Schließlich sollte vom Kongress erlassenes Recht das Recht der Einzelstaaten brechen können. In der Abstimmung sprach sich der Konvent gegen den New-Jersey-Plan aus, doch die kleineren Staaten besaßen nun eine gemeinsame Position, auf die sie sich berufen konnten.

### Hamiltons Vorschlag

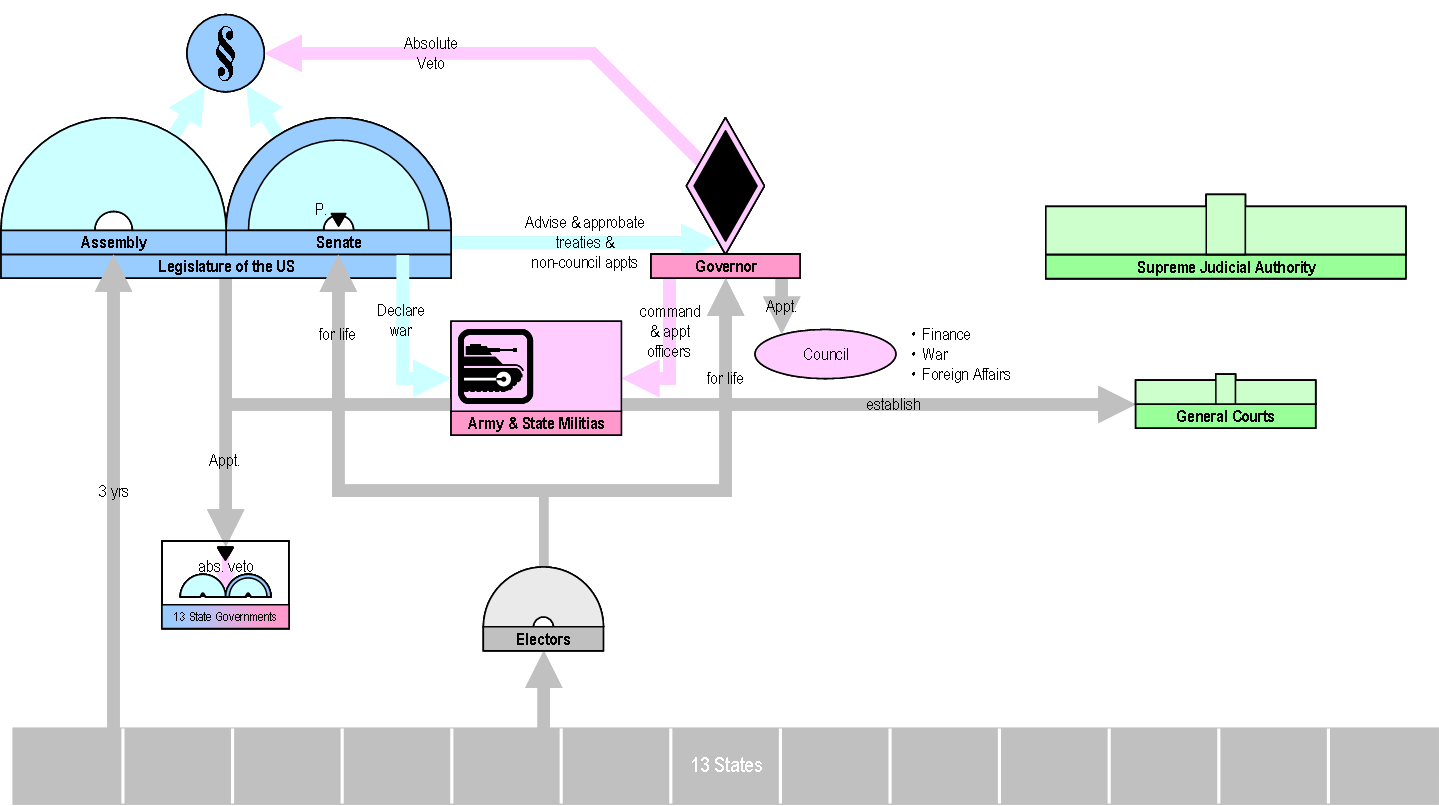
Hamilton-Plan

Am 18. Juni 1787 stellte Hamilton seinen eigenen Entwurf vor. Er wurde auch als „Britischer Plan“ bezeichnet, da er dem politischen System Britanniens mit seiner starken Zentralregierung nahekam. Hamilton vertrat die Abschaffung der Souveränität der Einzelstaaten zugunsten einer einzigen Nation. Sein Modell sah eine Zweikammer-Legislative vor, deren Unterhaus alle drei Jahre von der Bevölkerung gewählt werden sollte. Von der Bevölkerung gewählte Wahlmänner sollten die Abgeordneten des Oberhauses auf Lebenszeit wählen. Der Plan sah auch vor, dass der Gouverneur der Union (das Haupt der Exekutive) auf Lebenszeit von Wahlmännern gewählt werden und ein absolutes Vetorecht erhalten sollte. Die Gouverneure der Einzelstaaten würden von der nationalen Legislative ernannt, welche auch ein Vetorecht über die von den Einzelstaaten erlassenen Gesetze haben sollte. Wegen seiner Nähe zum britischen politischen System und der weitgehenden Einschränkung der Befugnisse der Einzelstaaten fand Hamiltons Vorschlag keine Mehrheit im Konvent.

### Pinckneys Modell

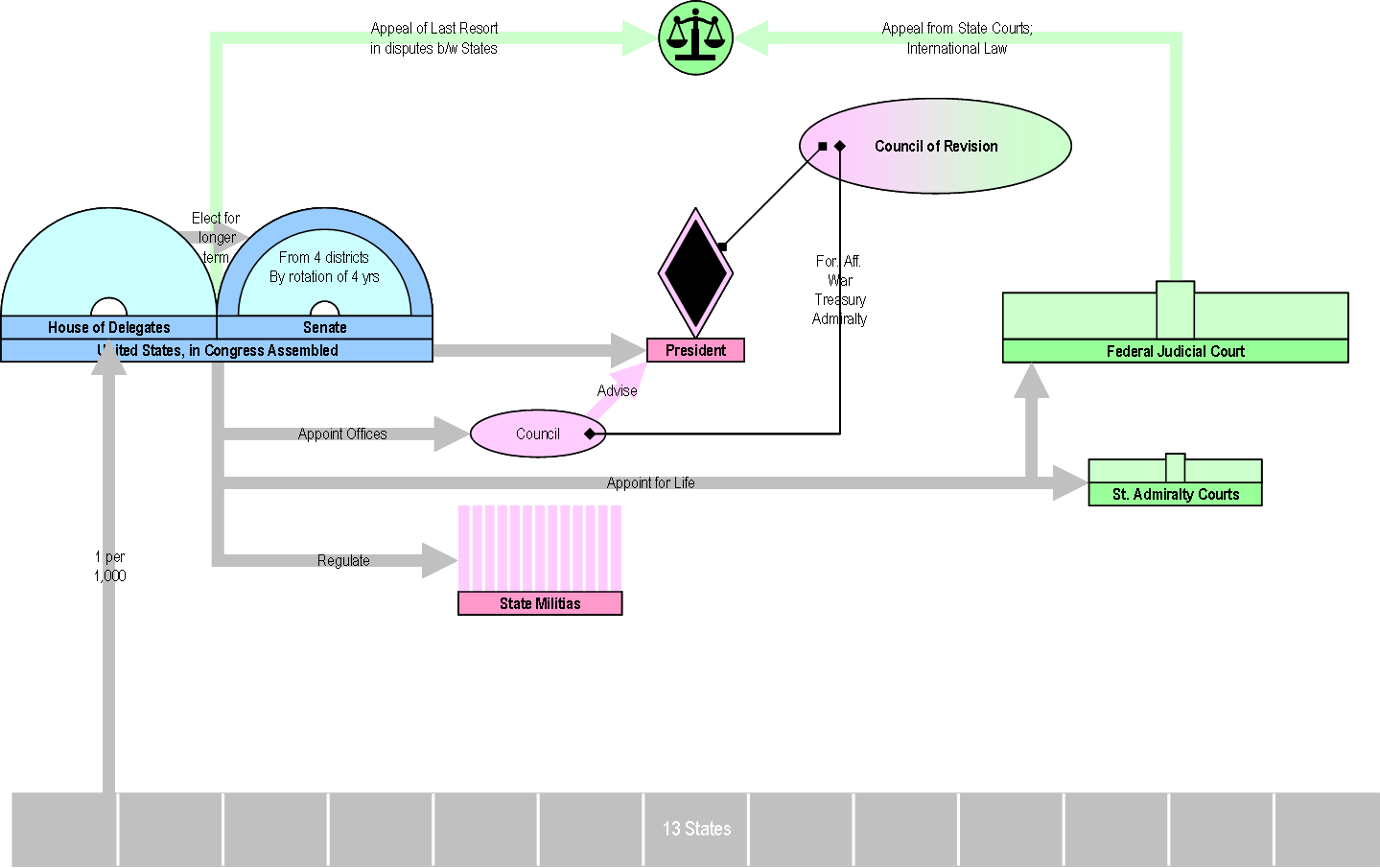
Pinckney-Plan

Gleich nachdem Randolph den Virginia-Plan vorgestellt hatte, stellte Charles Pinckney aus South Carolina seinen eigenen Entwurf im Konvent vor. Da er selbst seine Ideen nicht niedergeschrieben hatte, ist das Modell Pinckneys nur aus Madisons Notizen zu erschließen. Pinckney schlug eine Konföderation auf der Grundlage eines Vertrags zwischen den 13 Staaten vor. Diese sollte eine Zweikammer-Legislative mit einem Senat und einem Repräsentantenhaus besitzen. In letzterem sollte ein Abgeordneter jeweils eintausend Einwohner vertreten. Das Repräsentantenhaus sollte die Senatoren ernennen, deren Amtszeit vier Jahre betragen würde und die jeweils eine von vier Regionen repräsentieren sollten. Beide Kammern des Kongresses würden in gemeinsamer Sitzung den Präsidenten wählen und die Mitglieder des Kabinetts ernennen. Im Fall eines Streits zwischen Einzelstaaten sollte der Kongress als letzte Berufungsinstanz dienen; zusätzlich sollte ein Oberster Bundesgerichtshof entstehen. Pinckneys Plan wurde nicht im Konvent diskutiert, hatte aber wahrscheinlich Einfluss auf die Arbeit die Arbeit des Committee of Detail.

### Connecticut-Kompromiss
Der Connecticut-Kompromiss, für dessen Zustandekommen maßgeblich Roger Sherman aus Connecticut verantwortlich war, wurde am 11. Juni im Konvent eingebracht. Er wird sowohl den kleinen (New-Jersey-Plan) als auch den großen Staaten (Virginia-Plan) gerecht. Die bedeutendste Errungenschaft stellt die Sitzzuteilung im Senat dar, was den bundesstaatlichen Charakter der Verfassung bewahrte: Sherman übernahm das Zweikammersystem des Virginia-Plans, schlug aber vor, dass die Sitze im Unterhaus proportional zum Anteil der (freien) Bevölkerung zugeteilt werden sollten, während im Senat jeder Staat nur eine Stimme besitzen sollte. Der Kompromiss wurde am 23. Juli angenommen.
Eingang in die Verfassung fand letztlich eine abgewandelte Version des Kompromisses: Im Grand Comittee setzte Franklin durch, dass Gesetze, die das Staatseinkommen betreffen, im Kongress erlassen werden sollten. In der endgültigen Version des Kompromissvorschlags zur Abstimmung am 16. Juli war der Senat immer noch dem Kontinentalkongress sehr ähnlich. Aus diesem Grund machten sich Madison, King und Gouverneur Morris gegen den Kompromiss stark. Am 23. Juli, kurz bevor der Großteil des im Konvent Erarbeiteten dem Comittee of Detail übergeben werden sollte, beantragten Morris und King, dass die Repräsentanten der Einzelstaaten im Senat individuelles Stimmrecht erhalten sollten und nicht wie im Konföderationskongress en bloc abstimmen mussten. Der Delegierte Oliver Ellsworth aus Connecticut, maßgeblich am Zustandekommen des Kompromisses beteiligt, unterstützte den Antrag, der dann vom Konvent angenommen wurde. Da die einzeln stimmberechtigten Senatoren zudem deutlich längere Amtszeiten innehatten als die sie ernennenden Mitglieder der Legislativen der Einzelstaaten, war ihre grundsätzliche Unabhängigkeit festgeschrieben. Dass alle Bundesstaaten die gleiche Zahl von Senatssitzen erhielten, stärkte den Einfluss der kleineren Staaten.

## Die Frage der Sklaverei

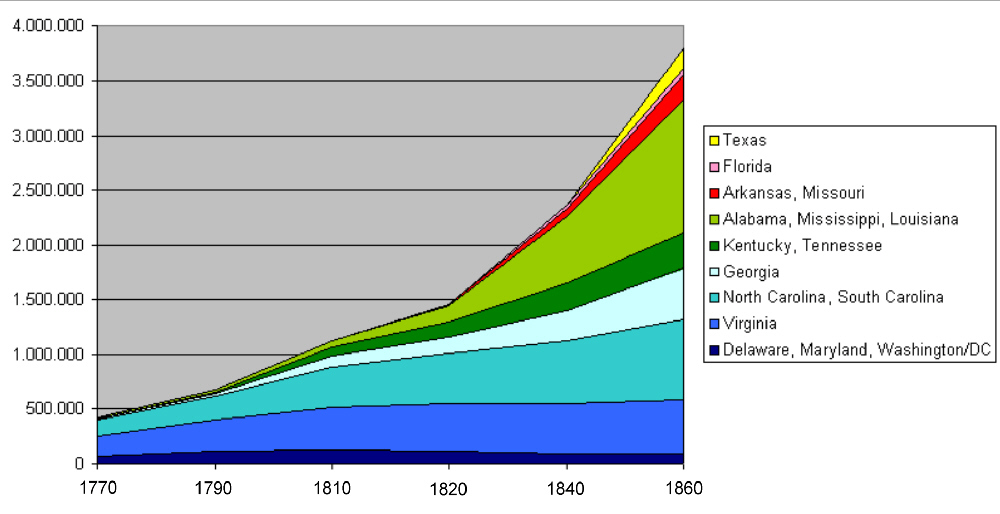
Zahl der Sklaven in den Südstaaten, 1770–1860

Eines der umstrittensten Themen war die Sklaverei. Ende des 18. Jahrhunderts war diese in den Staaten noch weit verbreitet.:68 Mindestens ein Drittel der 55 Delegierten waren Sklavenhalter, darunter auch alle Abgeordneten aus Virginia und South Carolina.:68–69 Etwa 20 % der Bevölkerung waren unfrei;:139 mit Ausnahme des nördlichen Neuenglands, wo die Sklaverei schon vollständig abgeschafft war, lebten überall im Land Sklaven.:132 Die Mehrheit (mehr als 90 %),:132 lebte in den Südstaaten, wo etwa eine von drei Familien Sklaven besaßen. Im größten und wohlhabendsten Staat, Virginia, war es sogar jede zweite Familie, die Sklaven besaß.:135 Die Agrarwirtschaft der Südstaaten war von der Arbeit der Sklaven abhängig, daher widersetzten sich die Südstaaten jeder Initiative, die Sklaverei abzuschaffen.

### Kompromiss zum Sklavenhandel

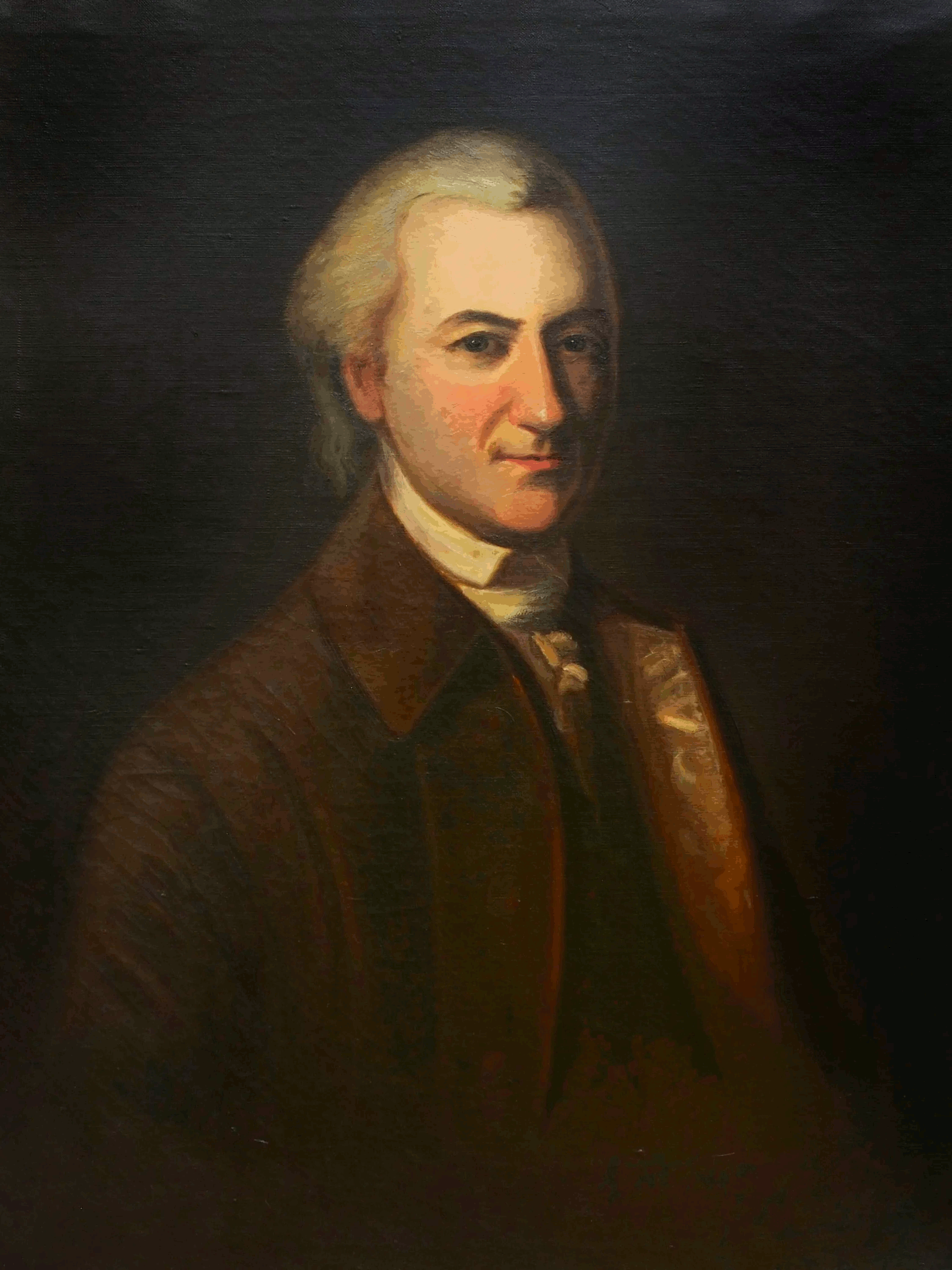
John Dickinson aus Delaware. Vormals größter Sklavenhalter seines Staates, hatte er bis 1787 allen seinen Sklaven die Freiheit gegeben.

Die Frage, wie die neue Verfassung mit der Sklaverei umgehen sollte, war im Konvent so stark umstritten, dass mehrere Südstaaten der Union nicht beigetreten wären, wäre die Sklaverei abgeschafft worden. Die Gegner der Sklaverei konnten ihr Ziel nicht durchsetzen, die Sklavenhaltung auf dem Gebiet der Union vollständig abzuschaffen. Stattdessen kämpften sie für ein verfassungsrechtliches Verbot der Teilnahme am Sklavenhandel, so dass keine weiteren Sklaven aus dem Atlantischen Sklavenhandel importiert oder aus der Union exportiert werden durften. Das umstrittene Thema blieb bis gegen Ende der Debatte ausgeklammert. Gegen Ende Juli hatte das Comittee on Detail einige Passagen in den Verfassungsentwurf eingefügt, die es der Bundesregierung verboten hätten, den internationalen Sklavenhandel zu unterbinden und Steuern auf den Kauf oder Verkauf von Sklaven zu erheben. Auch als das Thema im August erneut diskutiuert wurde, konnte sich der Konvent nicht auf eine Regelung einigen und übertrug die Diskussion an ein eigenes Komitee mit elf Mitgliedern. Dieses erarbeitete einen Kompromissvorschlag: Der Kongress sollte die Autorität erhalten, den Sklavenhandel zu verbieten, aber erst nach weiteren 20 Jahren – also im Jahr 1808. Im Gegenzug würde die Macht der Regierung dadurch gestärkt, dass sie den Sklavenhandel auf dem internationalen Markt besteuern durfte. Außerdem sollten Navigationsgesetze jetzt mit einfacher, statt mit Zweidrittelmehrheit in beiden Kammern des Kongresses verabschiedet werden.:318–29

### Drei-Fünftel-Klausel
Eine weitere Streitfrage war, ob bei der Volkszählung die unfreie Bevölkerung mitgezählt werden, oder als „Eigentum“ weder politisch repräsentiert noch bei der Ermittlung der Steuern berücksichtigt würde. Delegierte aus Staaten mit einer großen Sklavenbevölkerung forderten, diese bei der Sitzzuteilung im Repräsentantenhaus als Personen zu behandeln, jedoch als „Eigentum“ nicht in den der Besteuerung zugrunde liegenden Zensus einzubeziehen. Demgegenüber forderten Staaten mit geringem unfreiem Bevölkerungsanteil, Sklaven zwar bei der Besteuerung, aber nicht bei als im Parlament zu repräsentierende Personen mitzuzählen. Schließlich wurde der Kompromissvorschlag James Wilsons, die Drei-Fünftel-Klausel (Three-Fifths Compromise) angenommen: Jeweils drei von fünf Sklaven sollten in den Bundesstaaten als Personen mitgezählt werden. Die so ermittelte Bevölkerungszahl bot die Grundlage sowohl für die Steuererhebung als auch für die Sitzzuteilung im Repräsentantenhaus. Die Südstaaten erhielten mittels dieser Zählweise ein Drittel mehr Abgeordnete und Wahlmänner für die Wahl des Präsidenten, mussten aber höhere Steuern an die Zentralregierung abführen.

## Framers of the Constitution
An den Sitzungen des Philadelphia-Konvents nahmen 55 Delegierte teil, die als die Entwerfer der Verfassung (Framers of the Constitution) gelten, obgleich nur 39 Abgeordnete den Entwurf unterzeichneten. Ursprünglich waren 70 Abgeordnete von den Staaten ernannt worden, doch eine Anzahl nahm das Amt nicht an oder konnten nicht teilnehmen.
Fast alle der Framers of the Constitution waren an der Amerikanischen Revolution beteiligt gewesen, mindestens 29 hatten in der Kontinentalarmee gedient, meist in kommandierender Funktion. Alle außer zweien oder dreien hatten schon Erfahrung in der Kolonialverwaltung oder im Dienst ihres Staates.:65 Etwa zwei Drittel der Delegierten waren Mitglieder des Konföderationskongresses oder des Kontinentalkongresses gewesen.:25 Mehrere waren Gouverneure ihres Bundesstaates.:65 Jedoch gab es nur zwei Delegierte, Roger Sherman und Robert Morris, welche alle drei Gründungsdokumente der neuen Nation unterschrieben hatten: die Unabhängigkeitserklärung, die Konföderationsartikel und die Verfassung.
Mehr als die Hälfte der Delegierten waren als Rechtsanwälte ausgebildet oder hatten ein Richteramt inne. Beteiligt waren auch Unternehmer, Fabrikbesitzer, Schiffseigner, Landspekulanten, Bankbesitzer oder Finanzleute, zwei oder drei Ärzte, ein Seelsorger und mehrere Kleinbauern.:65–68 25 waren Sklavenhalter, 16 von diesen waren im Betrieb ihrer Plantagen als Hauptquelle ihres Einkommens von Sklavenarbeit abhängig. Die meisten Abgeordneten waren Großgrundbesitzer, die meisten von ihnen, mit Ausnahme von Roger Sherman und William Few, waren sehr wohlhabend.:66–67 George Washington und Robert Morris zählten zu den reichsten Männern des Landes.
Insgesamt zeichneten sich die Delegierten der Philadelphia Convention durch profundes Wissen und Erfahrung in der Selbstverwaltung aus. Thomas Jefferson lästerte in einem Brief aus Paris an John Adams in London: „Es ist wirklich eine Versammlung von Halbgöttern.“
Liste der Delegierten des Verfassungskonvents
- Connecticut: Oliver Ellsworth*; William Samuel Johnson; Roger Sherman
- Delaware: Richard Bassett; Gunning Bedford, Jr.; Jacob Broom; John Dickinson; George Read
- Georgia: Abraham Baldwin; William Few; William Houstoun*; William Pierce*
- Maryland: Daniel Carroll; Luther Martin*; James McHenry; John Francis Mercer*; Daniel of St. Thomas Jenifer
- Massachusetts: Elbridge Gerry*; Nathaniel Gorham; Rufus King; Caleb Strong*
- New Hampshire Nicholas Gilman; John Langdon
- New Jersey: David Brearley; Jonathan Dayton; William Houston*; William Livingston; William Paterson
- New York: Alexander Hamilton; John Lansing*; Robert Yates*
- North Carolina: William Blount; William Richardson Davie*; Alexander Martin*; Richard Dobbs Spaight; Hugh Williamson
- Pennsylvania George Clymer; Thomas Fitzsimons; Benjamin Franklin; Jared Ingersoll; Thomas Mifflin; Gouverneur Morris; Robert Morris; James Wilson
- South Carolina: Pierce Butler; Charles Cotesworth Pinckney; Charles Pinckney; John Rutledge
- Virginia: John Blair junior; James Madison; George Mason*; James McClurg*; Edmund Randolph*; George Washington; George Wythe*
- Rhode Island: Im Konvent nicht vertreten

(*) Unterzeichneten die Verfassung nicht. Nur Randolph, Mason und Gerry waren zum Zeitpunkt der Verabschiedung in Philadelphia anwesend und lehnten die Unterschrift ab.
Mehrere herausragende Gründerväter der Vereinigten Staaten konnten nicht am Philadelphia-Konvent teilnehmen: Thomas Jefferson diente zu dieser Zeit als Botschafter in Frankreich.:13 John Adams war Botschafter in London. Patrick Henry lehnte seine Teilnahme ab, weil er die Errichtung einer Monarchie fürchtete. Auch John Hancock und Samuel Adams nahmen nicht teil.